# Umoja (Frauendorf)
Umoja (Swahili: Einheit) ist ein Dorf nahe der Stadt Archers Post, wo sich die Ausläufer des Mount-Kenya-Massivs in die Wüste erstrecken im Samburu County in Kenia. In den 1990er Jahren gründete Rebecca Lolosoli, eine Frau aus dem Volk der Samburu, das Dorf, um Frauen einen sicheren Ort vor dem gewalttätigen Patriarchat zu schaffen – einen Ort ohne Genitalverstümmelung und Zwangsheirat. Die Frauen und ihre Kinder leben zusammen und setzen sich dafür ein, dass die Tradition der weiblichen Genitalverstümmelung (FGM) ein Ende findet.
Die Frauen bearbeiten die Felder und stellen Glasperlen-Schmuck her, den sie an Touristen verkaufen. Die Frauen arbeiten mit der Frauenrechtsorganisation MADRE zusammen. Sie fordern ihr Recht auf ein Leben ohne Gewalt und entwickeln neue Modelle, um Gesundheit und ökonomische Macht von Frauen zu fördern. Zu ihren politischen Aktivitäten gehört auch die Klage gegen die britischen Soldaten, die in den 1980er und 90er Jahren nach Lolosolis Aussage über 1000 Samburu-Frauen vergewaltigt haben.
Lolosoli erhielt viele internationale Auszeichnungen und viele Einladungen aus der ganzen Welt, wo man sie als Vortragsrednerin schätzt. Im Laufe der Jahre inspirierte ihr radikales Vorgehen auch andere Frauen, in den umliegenden Bezirken eigene Frauendörfer zu gründen, in denen ausschließlich Frauen und Kinder leben oder zumindest in matriarchalischen Strukturen.

## Filme
- 360° – Geo-Reportage: Kenia – Das Dorf der Frauen (2006)
- The Land of No Men: Inside Kenya's Women-Only Village, Broadly VICE (2015)
- Umoja - Wo nur Frauen das Sagen haben, Maximus Film, SWR, arte (2023), 52:03 min